# Guillem Ramon de Gironella
Guillem Ramon de Gironella (segona meitat del segle xiii) era un trobador de Gironella, al Berguedà, i és probable que es correspongui amb el "G. R." que està enterrat amb la seva mare Brunissendis de Gerundella al monestir de sant Daniel de Girona. La seva obra consta de tres cançons i un partiment. Dues de les cançons estan dedicades a una dama que respon al senyal de Sobreluenh (Molt llunyana); el partiment és un debat amb el joglar Pouzet, que segurament és Poncet, un personatge esmentat per Cerverí de Girona. El partiment esmentat i la seua traducció al català modern es poden consultar a l'article de partiments.